# Nectoneanthes oxypoda
Nectoneanthes oxypoda är en ringmaskart som först beskrevs av Marenzeller 1879.  Nectoneanthes oxypoda ingår i släktet Nectoneanthes och familjen Nereididae. Inga underarter finns listade i Catalogue of Life.